# Cihelna Pod Labuťkou v Libni
Cihelna Pod Labuťkou v Libni v Praze je původní žárová cihlářská pec, která stojí na návrší Labuťka mezi Proseckou a Čuprovou ulicí. Od roku 2006 je chráněna jako nemovitá kulturní památka České republiky s poznámkou „4 havarijní stav“.

## Historie
Cihelna pochází pravděpodobně ze 3. čtvrtiny 19. století. Stavba byla rozšířena kolem roku 1900 pravděpodobně po zrušení provozu a upravena k obytným účelům včetně dvou menších přízemních budov na západní a severozápadní straně.

## Popis
Objekt postavený na obdélném půdorysu stojí samostatně a je kryt valbovou střechou s bobrovkami. Přízemní stavba původní cihlářské pece má mírně sešikmenou vnější zeď, která má na levé straně ústupek v místě přístavby západní části budovy. Hlavní fasáda má hrubou omítku, lemovanou na nárožích a pod římsou hladkými pásy. Hladké je také orámování okna v pravé části objektu. Na východní průčelí navazuje zahloubený dvorek, který původně zakrýval dřevěný přístřešek. Vlevo od hlavního objektu stojí přízemní obytná budova, která má na severní straně štít.
V režném cihelném zdivu pod oknem je patrný původní technologický otvor do topeniště pece. V pásu nad otvory topeniště je rozmístěna řada kapes pro uložení dalších zaniklých technologických prvků.